# Robbie Keane
Robert David Keane (født 8. juli 1980 i Dublin) er en tidligere irsk fodboldspiller. Han har gennem karrieren spillet for blandt andet Coventry City F.C., Inter FC, Leeds United FC, Tottenham Hotspur F.C, Aston Villa og Los Angeles Galaxy.
Han er p.t. assistent for Jonathan Woodgate i Middlesbrough, hvor han blev ansat i juni 2019.
Keane har spillet 146 kampe og scoret 68 mål for det irske landshold.